# Jón Jósep Snæbjörnsson
Jón Jósep Snæbjörnsson (Akureyri, Islandia, 1 de junio de 1977), conocido artísticamente como Jónsi, es un cantante y actor islandés y miembro de la banda Í Svörtum Fötum ("Vestidos de negro"). Representó a Islandia en el Festival de la Canción de Eurovisión en dos ocasiones: como solista en 2004; y junto con Gréta Salóme en el Festival de 2012.

## Biografía
Jónsi es el apodo con el que se conoce a Jón Jósep Snæbjörnsson, uno de los cantantes masculinos más populares de Islandia, según votación popular en 2004. En 1997, Jón Jósep se mudó a Reikiavik y decidió probar suerte en el mundo de la música. Pronto tuvo oportunidades para cantar y en 1998 se unió a una banda de un grupo de amigos que buscaban cantante. La banda era Í Svörtum Fötum (Vestidos de negro) y debutaron el 1 de enero de 1999, vestidos de negro, camisas blancas, y corbatas negras. Tras el lanzamiento el sencillo "Nakinn" ("Desnudo") en la primavera de 2001 alcanzaron reconocimiento en Islandia cuando la canción llegó al número 2 en las listas nacionales.
La banda sacó su segundo álbum Í Svörtum Fötum, que fue disco de oro. También tuvo éxito su tercer álbum de 2003 Tengsl. 
Jónsi fue nominado como vocalista en los premios de la música en Islandia en 2003.
Jón Jósep ha trabajado con muchos de los artistas más importantes de Islandia, en 2003 interpretó el papel de Danny Zuko en el musical Grease, con Birgitta en el papel de Sandy, haciendo de Grease uno de los mayores éxitos teatrales en Islandia.
En 2005, actuó en la película islandesa "Fuera del vestuario".

## Festival de Eurovisión
En 2004 la radiotelevisión pública islandesa RÚV lo eligió como el representante de Islandia en el Festival de la Canción de Eurovisión 2004, celebrado en
Estambul el 15 de mayo. Interpretó la canción "Heaven", finalizando en 19.ª posición.
En 2007, intentó de nuevo ir al Festival de Eurovisión, por lo que se presentó al Söngvakeppni Sjónvarpsins, donde se compite por representar a Islandia, con la canción "Segðu Mér", pero no obtuvo la victoria en dicho certamen.
En 2012, vuelve al Söngvakeppni Sjónvarpsins, esta vez a dúo con Gréta Salóme, logrando la victoria con la canción "Mundu eftir mér", por lo que representaron a Islandia en el Festival de la Canción de Eurovisión 2012 en Bakú. Clasificaron a la final y finalizaron en la posición 20, con 46 puntos. Interpretaron la versión en inglés del tema, titulado "Never forget".